# Bumtarata smrt
Bumtarata smrt (v anglickém originále Chitty Chitty Death Bang) je třetí epizoda první sezóny z animovaného seriálu Family Guy. Epizoda vypráví o tom jek se Peter snaží napravit Stewieho první narozeniny poté, co ztratí rezervaci do dětské restauace Syrový Charlie. Mezitím Meg se stává přítelem s činorodou dívkou jménem Jennifer, která ji vede do připojení se ke kultu smrti.
Tato epizoda byla napsána Danny Smithem a režíroval ji Dominic Polcino. Byla hodnocena jako přístupná až od čtrnácti let. Hosti v epizodě byli např. Butch Hartman, Waylon Jennings, Rachael MacFarlane a John O ' Harley, spolu s několika opakující se herci hlasu pro sérii. Epizoda má klasický styl humoru pro Family Guy, jako jsou například odkazy na filmy jako the Incredible Hulk, The Dukes of Hazzard, Tři Malá Prasátka, a Couplehood. Titul "Chitty Chitty Death Bang" byl odvozen od rozhlasových programů, zejména rádio thrilleru Suspence (Napětí), který uváděl několik prvků, vztahující se k smrti a vraždě.
Epizoda získala ocenění od televizního kritika Ahsana Haka pro jeho příběh a využívání již zmiňovaných kulturních odkazů.